# Vicus von Bad Wimpfen

Lageplan
(Grabungen 1894–1898)

Der Vicus von Bad Wimpfen war eine römische stadtähnliche Siedlung (vicus) auf dem Gebiet der heutigen Altstadt von Wimpfen im Tal. Er war wahrscheinlich Hauptort der Verwaltungseinheit Civitas Alisinensium und war zunächst Lagerdorf des Kastells Wimpfen im Tal.

## Name
Der Name der römischen Siedlung in Bad Wimpfen ist nicht bekannt. Der Chronist Burkhard von Hall behauptete im 13. Jahrhundert ohne Belege, dieser sei Cornelia gewesen. Gemäß einem Forschungsprojekt des Instituts für Geodäsie und Geoinformationstechnik der TU Berlin könnte der Ort mit dem antiken Segodunum identisch sein, das von Claudius Ptolemäus im Atlas Geographike Hyphegesis verzeichnet wurde.
Da der Name Wimpfen keltischen Ursprungs sein könnte, könnte sich in diesem der antike Ortsname erhalten haben. In den ersten schriftlichen Aufzeichnungen wird der Ort Vuinpina (829) und Wimphina (856) genannt. Belegt ist zudem der Personenname Vimpus, Vimpius.

## Lage
Der Vicus lag an einer bedeutsamen Verkehrslage direkt gegenüber der Jagstmündung in den Neckar. Beide Flüsse konnten für den Verkehr genutzt werden. Ebenso kreuzten sich an dieser Stelle zwei alte Verkehrswege. Die Hohe Straße führte über die Jagst-Kocher-Ebene Richtung Nürnberg. Nach Westen verlief der Weg über den Kraichgau an den Rhein. Der zweite Weg verlief parallel zum Neckar in Nord-Süd-Richtung.

## Geschichte
Eine keltische Vorsiedlung ist nicht gesichert. Auf der Gemarkung von Bad Wimpfen wurden jedoch Keramikscherben, eine Spinnwirtel, ein Webgewicht und ein Briquetagefragment aus der Latènezeit gefunden. Letzteres, das von den Kelten zum Salzsieden verwendet wurde, deutet möglicherweise auf eine lokale Salzproduktion hin. Im Gewann Ob der Asmusklinge befand sich eine Viereckschanze. 1925 fand man an der Kochermündung in einem Einbaum zehn eisenzeitliche Spitzbarren, was darauf hinweist, dass der Neckar in dieser Zeit wahrscheinlich als Handelsweg genutzt wurde.
Unter dem römischen Kaiser Vespasian (69–79 n. Chr.) begannen die ersten militärischen Bemühungen, das Land zwischen Rhein und Donau militärisch in Besitz zu nehmen. Um das Jahr 90 entstand in Bad Wimpfen ein Kohortenkastell, das Teil des Neckar-Odenwald-Limes war. Ziegelstempel der Cohors II Hispanorum equitata deuten darauf hin, dass diese Einheit die erste Besatzung des Kastells war. Bei Ausgrabungen in der Heilbronner Straße wurde ein Militärdiplom eines entlassenen Soldaten dieser Einheit gefunden. Die genaue Lage des Kohortenkastells ist umstritten: Während man früher annahm, es liege im westlichen Ortskern gegenüber der Jagstmündung, vermuten neuere Forschungen eine östlichere und zentralere Position innerhalb des mittelalterlichen Ortskerns von Wimpfen. Von der Innenbebauung ist kaum etwas bekannt. Um etwa 145 n. Chr. wurden die hölzernen Konstruktionen durch Steinbauten ersetzt. Unter Kaiser Antoninus Pius (138–161 n. Chr.) verlagerte sich die Reichsgrenze weiter nach Osten, was zur Aufgabe des Militärlagers in Bad Wimpfen führte.
Wie bei den meisten Kastellen siedelten sich in der Nähe Handwerker und Händler an, wodurch ein ziviler Vicus entstand, der sich aufgrund der verkehrsgünstigen Lage am Neckar und an einem vorgeschichtlichen Handelsweg von Speyer nach Bad Wimpfen zu einer bedeutenden regionalen Stadt entwickelte. Wahrscheinlich war er der Hauptort der Civitas Alisinensium. Nach Abzug der Truppen wurde das Kastell möglicherweise vollständig abgerissen und überbaut. Die Bedeutung des römischen Bad Wimpfen zeigt sich auch daran, dass es einer der wenigen Orte im Dekumatland war, der mit einer Stadtmauer versehen war. Die ummauerte Fläche betrug etwa 19 Hektar und erstreckte sich über 760 Meter in der Länge und 330 Meter an der breitesten Stelle. Die Ostseite lag bei der heutigen Cornelienkirche, und die Westseite reichte bis zur mittelalterlichen Stadtmauer. Das römische Bad Wimpfen hatte damit eine fast dreimal größere Ausdehnung als das mittelalterliche.
Da bei den Grabungen kein eindeutiger Zerstörungshorizont festgestellt werden konnte, nimmt man an, dass der römische Vicus systematisch um das Jahr 260 geräumt wurde. Ob die Römerbrücke diese Zeit überdauerte und identisch mit der um 1300 durch Eisgang zerstörten Neckarbrücke war, konnte bisher nicht bewiesen werden.

## Ausgrabungen

Architektonische Details
(Grabungen 1894–1898)

1983 bis 1987 fand in der nordwestlichen Ecke des Vicus im Bereich Krautgärten eine großflächige archäologische Ausgrabung statt. Das Grabungsareal umfasste eine Fläche von einem Hektar. Die ältesten Funde stammen aus dem frühen 2. Jahrhundert und gehören zur Zeit des Kastellvicus. Es wurden Reste von Holzbauten wie Pfostengruben, Holzfußböden, Feuerstellen und Kellern entdeckt. Die Häuser waren mit ihren Giebeln nach Südwesten zur heutigen Heilbronner Straße hin orientiert. Mehrere Töpferöfen deuten darauf hin, dass es hier ein Töpferviertel gab, das bis in das späte 2. Jahrhundert betrieben wurde. Zudem existierten in diesem Bereich eine Werkstatt eines Metallhandwerkers und eine Gaststätte. Die erste Bauphase wurde offensichtlich um 170 n. Chr. durch eine Brandkatastrophe zerstört. Eine zweite Bauphase mit Steingebäuden begann unmittelbar darauf, wobei die Parzellen vergrößert wurden. Über dem Bauschutt der ersten Holzhäuser wurde ein steinerner Kultbau errichtet. Dieser Bau, der 32 m × 10 m groß war, war prunkvoll ausgestattet, und es wurden etwa 60 Fragmente von Götterbildern gefunden. Zu diesen Funden gehören beispielsweise ein Blitzbündel Jupiters, der Torso mit Altar eines Genius, ein Löwenfell des Herkules und ein Kopf mit Mauerkrone, der wahrscheinlich den Genius der Stadt darstellen sollte.
Zwischen 1969 und 1971 wurde eine Ausgrabung in der Südwestecke des Vicus durchgeführt. Die Ausgrabungsfläche betrug rund 4000 m². Dabei wurden dreizehn Steinhäuser freigelegt, die an einer Ost-West-Durchgangsstraße lagen. Von dieser Straße zweigten mehrere Nebenstraßen ab. Das größte Bauwerk umfasste eine Fläche von 40 m × 12 m. Diese Häuser gehörten alle zum bürgerlichen Stadtviertel des 2. und 3. Jahrhunderts.
Bereits im 19. Jahrhundert konnte der Verlauf der Vicusmauer rekonstruiert werden, unter anderem, weil sich die südliche Mauer damals noch als gerader Feldweg abzeichnete. Die Mauer hatte am Fundament eine Dicke von 2,10 m und besaß vermutlich eine Höhe von fünf bis sechs Metern. Zudem war sie mit Wachtürmen versehen, und ein Graben war vorgelagert. Die rechteckigen Türme hatten anscheinend jeweils einen Abstand von 80–100 m voneinander. Der Bau der Mauer wird frühestens um das Jahr 200 datiert, möglicherweise jedoch auch erst ab dem zweiten Drittel des 3. Jahrhunderts.
Wasserleitungen aus Tonröhren, die im frühen 19. Jh. entdeckt wurden, deuten auf eine Wasserversorgung mit fließendem Wasser hin. Das Straßennetz wurde hauptsächlich durch zwei Straßen geprägt. Die eine verlief entlang der heutigen Hauptstraßen Corneliastraße und Heilbronner Straße, während die andere südlich parallel dazu verlief und die ursprüngliche Fernstraße nach Speyer darstellte. Bestattungsplätze fand man an der westlichen und östlichen Ausfallstraße sowie in der Flur Wehräcker auf der gegenüberliegenden Neckarseite. 1957 konnte ein Balken der römischen Neckarbrücke geborgen werden.
Die Funde aus diesen Ausgrabungen sind heute im Museum im Steinhaus ausgestellt.

## Bewohner
Aufgrund einer Weiheinschrift ist der Name eines Priesters des Kultbezirks bekannt: M. Ianuarinius Secundinus. Er war ein Haruspex, ein Wahrsager etruskischer Tradition. Zusammen mit seinem Sohn Romulus stiftete er den Stein zu Ehren des Kaiserhauses und der Victoria Augusta.
Ein besonderer Fund ist ein Altar, der in einem Steinbrunnen entdeckt wurde. Dieser Altar war den germanischen germanischen Muttergottheiten Leudinae und Mediotoutehae  geweiht, deren Ursprung am Niederrhein zu lokalisieren ist. Q. Alfinius Severus stiftete diesen Altar, was auf eine ethnische und religiöse Durchmischung der Stadt hinweisen könnte.
Aufgrund von weiteren Weiheinschriften sind weitere Namen der Bewohner bekannt:
- L. Memmius Maternus stiftete einen Diana-Altar (um 1600 gefunden und heute verschollen)
- Iulianus stiftete einen Merkur-Altar (vor 1533 entdeckt und heute verschollen)
- Fortuna-Altar von 18 verschiedenen Personen gestiftet (verschollen)
- Relief mit Juno-Darstellung von Constionius Constitutus
- Solitus stiftete einen Minerva-Altar.